# Friedrich Gustav Andreas
Friedrich Andreas (* 22. Januar 1914 in Kölsa; † 9. November 1982 in Leuna) war ein deutscher Chemiker. 

## Leben
Friedrich Gustav Andreas wurde 1914 in Kölsa, das heute zu Falkenberg/Elster gehört, als Sohn des Tischlers Gustav Andreas geboren. Als erstgeborener Sohn durfte er studieren, während sein jüngerer Bruder die väterliche Tischlerei fortführte. Friedrich Andreas nahm im Wintersemester 1935/36 in Halle (Saale) ein Studium der Chemie auf, das er 1939 mit dem Diplom abschloss. 1941 promovierte er an der Universität Halle bei Karl Ziegler mit einer Doktorarbeit über Reaktionskinetische Untersuchungen an sechsfach substituierten Äthanen.
Nach Abschluss der Promotion trat er als Forschungschemiker in die Leunawerke ein. Da der Betrieb als kriegswichtig galt, wurde Friedrich Andreas nicht zur Wehrmacht eingezogen. Nach Kriegsende musste er von Oktober 1946 bis Mai 1951 als Reparationsleistung in der Sowjetunion arbeiten – zunächst am Karpow-Institut in Moskau und später in der Fabrik „Oka“ in Dzerschinsk bei Gorki. Danach kehrte er mit seiner Familie nach Leuna zurück, wo er wieder in den Dienst der Leunawerke trat. Mehrere Jahre war er als Betriebsleiter in der Waschmittelherstellung tätig. 1967 übernahm er die Leitung der Abteilung Anwendungstechnik im VEB Leuna-Werke „Walter Ulbricht“.
1958 erhielt er mit dem Kollektiv Epoxidharz den Nationalpreis der DDR III. Klasse für Wissenschaft und Technik „für die Entwicklung wichtiger Kunstharze, insbesondere des Epoxydharzes, und für ihre Initiative bei der Anwendung dieser Stoffe in der industriellen Praxis, die von großer wirtschaftlicher Bedeutung ist“.
Friedrich Andreas war verheiratet und hatte drei Söhne. Er starb am 9. November 1982 in Leuna.

## Ehrungen
- 1952 Auszeichnung als Aktivist
- 1958 Nationalpreis der DDR III. Klasse